# Nicolás Bertolo
Nicolás Santiago Bertolo (Córdoba, 2 gennaio 1986) è un calciatore argentino, centrocampista svincolato.

## Biografia
Ha origini italiane poiché sua nonna, emigrata in Sud America, è originaria del Piemonte. Possiede il passaporto italiano.
È soprannominato El Cordobés.
È sposato con una donna di nome Aldana, dalla quale ha avuto due figlie: la prima, Mia, è nata l'11 agosto 2009, mentre la seconda, Isabella, è nata il 5 giugno 2012.

## Caratteristiche tecniche
Centrocampista offensivo destro, muscolare ma veloce con un'importante tecnica individuale e buone doti di interdizione, nasce come trequartista, salvo poi affermarsi come esterno in un ideale centrocampo a rombo; può giocare anche da regista. È un giocatore di forte temperamento che sa inserirsi in area con ottimi risultati. Nel suo repertorio c'è la rovesciata.

## Carriera

### Club

#### Inizi
A quattro anni sua madre gli fece fare un provino per la squadra che il piccolo tifava, l'Instituto Atletico Central Cordoba. Dopodiché, cresciuto nelle giovanili del Boca Juniors nel quale è arrivato all'età di tredici anni, debutta in prima squadra nella partita persa per 2-1 contro gli uruguaiani del Nacional e valida per la Copa Sudamericana, da titolare e per tutti e 90 i minuti; si è trattato anche del suo esordio in competizioni internazionali. Chiude la stagione con 4 partite nel torneo di Apertura, 2 nel Clausura, 2 nella già citata Copa Sudamericana e 3 nella vittoriosa Copa Libertadores; le reti sono 2: la prima nella gara di ritorno contro il Nacional (vittoria per 2-1), e l'ultima nella vittoria per 3-1 contro il Newell's Old Boys in campionato.
Nella stagione 2007-2008 gioca 4 partite nel torneo di Apertura e a fine 2007 partecipa con i bosteros alla Coppa del mondo per club FIFA persa in finale contro gli italiani del Milan.
In precedenza sostenne un provino con il Piacenza, della durata di una settimana, tuttavia non venne ingaggiato dagli emiliani.
Nel febbraio 2008 viene ceduto in prestito agli uruguaiani del Nacional, squadra contro cui debuttò fra i professionisti, con cui mette a segno 3 reti in 15 partite e vincendo il premio come miglior giocatore del torneo uruguaiano. Ha successivamente dichiarato che quelli sono stati i mesi più belli della sua carriera.
Nelle sessione di mercato dell'estate 2008 è tornato al Boca Juniors, che l'ha ceduto poi in compartecipazione al Banfield. Tra le file biancoverdi viene eletto miglior centrocampista del Torneo d'Apertura 2008.

#### Palermo
Il 20 luglio 2009, data di deposito del contratto in Lega Calcio, passa al Palermo a titolo definitivo; il costo del cartellino è stato di 3,7 milioni di euro.
Esordisce con la maglia rosanero il 15 agosto nel Terzo turno di Coppa Italia contro la SPAL (4-2), subentrando ad Antonio Nocerino, mentre il suo esordio nel campionato italiano avviene 8 giorni dopo nella vittoriosa partita contro il Napoli (2-1) alla prima giornata subentrando a Fábio Simplício al 60'.
Sotto la guida di Walter Zenga viene tenuto in considerazione giocando titolare alla 2ª e alla 4ª giornata di campionato, ma in seguito il suo minutaggio risulta essere scarso, anche dopo l'avvicendamento tra Zenga e Delio Rossi sulla panchina del Palermo. La svolta della sua stagione avviene alla 27ª giornata, quando fornisce l'assist a Fabrizio Miccoli per il gol vittoria contro il Livorno (1-0); subentra a partita in corso anche nelle due successive giornate rispettivamente contro Udinese (sconfitta per 3-2) ed Inter (pareggio per 1-1), garantendo affidabilità in entrambe le occasioni. Sfruttando a suo favore l'emergenza a centrocampo della squadra, il 24 marzo 2010 torna titolare dopo oltre sei mesi nella trasferta a Marassi contro il Genoa (2-2 il risultato finale), disputando una buona partita.
Gioca poi tutte le altre partite del campionato (alcune da titolare, altre da subentrato, per un totale di sedici ingressi a partita iniziata) totalizzando dunque 21 presenze in campionato al primo anno in Italia (senza segnare alcuna rete) che si aggiungono alle 2 partite di Coppa Italia per un totale di 23 apparizioni stagionali.

#### Real Saragozza
Dopo un solo anno al Palermo, il 6 agosto 2010 viene ufficializzato il suo passaggio agli spagnoli del Real Saragozza in prestito con diritto di riscatto, fissato a sei milioni di euro; il contratto sottoscritto ha la durata di quattro anni.
Con la nuova maglia ha esordito il 29 agosto 2010 nella prima giornata della Primera División spagnola pareggiata per 0-0 in trasferta contro il Deportivo La Coruña, ben figurando. Segna la prima rete in stagione il 7 novembre 2010 in Real Saragozza-Maiorca (3-2) valida per la decima giornata di campionato. Conclude la stagione con 36 presenze in campionato ed una in Coppa del Re, risultando così uno dei giocatori più utilizzati da José Aurelio Gay e Javier Aguirre.
Finito il prestito, il club aragonese non esercita il diritto di riscatto e il giocatore torna al Palermo.

#### Ritorno al Palermo
Torna a giocare con il Palermo il 4 agosto, in occasione della sfida di ritorno del terzo turno preliminare di Europa League contro gli svizzeri del Thun (1-1), entrando in campo al 78' al posto di Giulio Migliaccio; per lui si è trattato dell'esordio nelle coppe europee.
Il 21 settembre, nella quarta giornata di campionato vinta in casa per 3-2 sul Cagliari, realizza la rete del momentaneo 2-0 che vale il suo primo gol sia nel campionato italiano che con la maglia del Palermo. Chiude la stagione con 30 presenze (28 in campionato e una ciascuno in Coppa Italia ed Europa League) e 4 reti.
Nella stagione 2012-2013 disputa 7 partite in campionato e una in Coppa Italia prima di lasciare la squadra nella finestra invernale del calciomercato.

#### Cruz Azul e prestito al Banfield
Il 28 dicembre 2012, dopo aver sostenuto le visite mediche con la squadra messicana del Cruz Azul, lascia il Palermo per accasarsi dai centroamericani, ceduto a titolo definitivo. Dopo dieci giorni d'attesa per l'arrivo del transfer internazionale, debutta il 21 gennaio 2013 nella partita pareggiata in trasferta per 1-1 contro il Chivas de Guadalajara, entrando al 40' al posto di Javier Orozco.
L'8 agosto 2013 passa in prestito annuale, con clausola di interruzione dopo sei mesi, al Banfield, tornando a vestire la maglia di questa squadra dopo quattro anni.

#### River Plate
Il 22 giugno 2015 passa dal Cruz Azul Fútbol Club al River Plate firmando un contratto che lo lega al club argentino fino al giugno 2019.

### Nazionale
Esordisce in Nazionale il primo giugno 2011 contro la Nigeria (4-1), subentrando al 61' a Fernando Belluschi.

## Statistiche

### Presenze e reti nei club
Statistiche aggiornate al 19 gennaio 2013.
| Stagione            | Squadra             | Campionato          | Campionato | Campionato | Coppe nazionali | Coppe nazionali | Coppe nazionali | Coppe continentali | Coppe continentali | Coppe continentali | Altre coppe | Altre coppe | Altre coppe | Totale | Totale |
| Stagione            | Squadra             | Comp                | Pres       | Reti       | Comp            | Pres            | Reti            | Comp               | Pres               | Reti               | Comp        | Pres        | Reti        | Pres   | Reti   |
| ------------------- | ------------------- | ------------------- | ---------- | ---------- | --------------- | --------------- | --------------- | ------------------ | ------------------ | ------------------ | ----------- | ----------- | ----------- | ------ | ------ |
| 2006-2007           | Boca Juniors        | PD                  | 6          | 1          | -               | -               | -               | CS+CL              | 2+3                | 1+0                | -           | -           | -           | 11     | 2      |
| 2007-feb. 2008      | Boca Juniors        | PD                  | 4          | 0          | -               | -               | -               | -                  | -                  | -                  | Cmc         | 0           | 0           | 4      | 0      |
| Totale Boca Juniors | Totale Boca Juniors | Totale Boca Juniors | 10         | 1          |                 | 5               | 1               | -                  | -                  | -                  | -           | -           | -           | 15     | 2      |
| feb.-giu. 2008      | Nacional            | PD                  | 15         | 3          | -               | -               | -               | -                  | -                  | -                  | -           | -           | -           | 15     | 3      |
| 2008-2009           | Banfield            | PD                  | 35         | 8          | -               | -               | -               | -                  | -                  | -                  | -           | -           | -           | 35     | 8      |
| 2009-2010           | Palermo             | A                   | 21         | 0          | CI              | 2               | 0               | -                  | -                  | -                  | -           | -           | -           | 23     | 0      |
| 2010-2011           | Real Saragozza      | PD                  | 36         | 5          | CR              | 1               | 0               | -                  | -                  | -                  | -           | -           | -           | 37     | 5      |
| 2011-2012           | Palermo             | A                   | 28         | 3          | CI              | 1               | 1               | UEL                | 1                  | 0                  | -           | -           | -           | 30     | 4      |
| 2012-gen. 2013      | Palermo             | A                   | 7          | 0          | CI              | 1               | 0               | -                  | -                  | -                  | -           | -           | -           | 8      | 0      |
| Totale Palermo      | Totale Palermo      | Totale Palermo      | 56         | 3          |                 | 4               | 1               |                    | 1                  | 0                  | -           | -           | -           | 61     | 4      |
| gen.-giu. 2013      | Cruz Azul           | PD                  | 15         | 2          | CM              | 5               | 0               | -                  | -                  | -                  | -           | -           | -           | 20     | 2      |
| 2013-2014           | Banfield            | PD                  | 0          | 0          | -               | -               | -               | -                  | -                  | -                  | -           | -           | -           | 0      | 0      |
| 2015-2016           | River PLate         | PD                  | 7          | 0          | -               | -               | -               | -                  | -                  | -                  | -           | -           | -           | 7      | 0      |
| 2016-2017           | Banfield            | PD                  | 25         | 7          | -               | -               | -               | -                  | -                  | -                  | -           | -           | -           | 25     | 7      |
| 2017-2018           | Banfield            | PD                  | 15         | 0          | -               | -               | -               | CL+CS              | 4+4                | 1+2                | -           | -           | -           | 23     | 3      |
| 2018-2019           | Banfield            | PD                  | 10         | 2          | CA+CdS          | 2+2             | 0               | -                  | -                  | -                  | -           | -           | -           | 14     | 2      |
| 2019-2020           | Banfield            | PD                  | 19         | 1          | CdS             | 1               | 0               | -                  | -                  | -                  | -           | -           | -           | 20     | 1      |
| Totale carriera     | Totale carriera     | Totale carriera     | 243        | 32         |                 | 10              | 1               |                    | 6                  | 1                  | -           | -           | -           | 183    | 24     |

### Cronologia presenze e reti in Nazionale
| Cronologia completa delle presenze e delle reti in nazionale ― Argentina | Cronologia completa delle presenze e delle reti in nazionale ― Argentina | Cronologia completa delle presenze e delle reti in nazionale ― Argentina | Cronologia completa delle presenze e delle reti in nazionale ― Argentina | Cronologia completa delle presenze e delle reti in nazionale ― Argentina | Cronologia completa delle presenze e delle reti in nazionale ― Argentina | Cronologia completa delle presenze e delle reti in nazionale ― Argentina | Cronologia completa delle presenze e delle reti in nazionale ― Argentina |
| Data                                                                     | Città                                                                    | In casa                                                                  | Risultato                                                                | Ospiti                                                                   | Competizione                                                             | Reti                                                                     | Note                                                                     |
| ------------------------------------------------------------------------ | ------------------------------------------------------------------------ | ------------------------------------------------------------------------ | ------------------------------------------------------------------------ | ------------------------------------------------------------------------ | ------------------------------------------------------------------------ | ------------------------------------------------------------------------ | ------------------------------------------------------------------------ |
| 1-6-2011                                                                 | Abuja                                                                    | Nigeria                                                                  | 4 – 1                                                                    | Argentina                                                                | Amichevole                                                               | -                                                                        |                                                                          |
| 5-6-2011                                                                 | Varsavia                                                                 | Polonia                                                                  | 2 – 1                                                                    | Argentina                                                                | Amichevole                                                               | -                                                                        |                                                                          |
| Totale                                                                   |                                                                          | Presenze                                                                 | 2                                                                        |                                                                          | Reti                                                                     | 0                                                                        |                                                                          |

## Palmarès

### Club

#### Competizioni nazionali
- Campionato argentino: 2

Boca Juniors: Apertura 2005, Clausura 2006

#### Competizioni internazionali
- Coppa Libertadores: 2

Boca Juniors: 2007
River Plate: 2015